# Camporrells (kommunhuvudort)
Camporrells är en kommunhuvudort i Spanien.   Den ligger i provinsen Provincia de Huesca och regionen Aragonien, i den nordöstra delen av landet, 400 km öster om huvudstaden Madrid. Camporrells ligger 619 meter över havet och antalet invånare är 223.
Terrängen runt Camporrells är huvudsakligen kuperad, men åt sydväst är den platt. Runt Camporrells är det mycket glesbefolkat, med 6 invånare per kvadratkilometer. Närmaste större samhälle är Tamarit de Llitera / Tamarite de Litera, 12,9 km sydväst om Camporrells. Trakten runt Camporrells består till största delen av jordbruksmark.